# Jurassic Domination
Jurassic Domination ist ein US-amerikanischer Action-Tierhorrorfilm von Brian Nowak aus dem Jahr 2022. Produziert wurde der Film von The Asylum. Als Hauptdarsteller wird Eric Roberts geführt.

## Handlung
Unter dem Kommando von US-General Greer haben eine Reihe Wissenschaftler zwei Allosaurier geklont und durch diverse Gen-Manipulation zu nahezu unverwundbaren Tötungsmaschinen gezüchtet. Aufgrund ihrer weiteren Entwicklung wird beschlossen, die zwei Raubsaurier zur weiteren Zucht in eine neue, sicherere Forschungseinrichtung zu verlegen. Zu diesem Zweck werden sie in einen LKW verladen und begeben sich auf eine Fahrt quer durch die USA. Auf seiner Fahrt durch die Berge kommt der LKW zu Schaden und die Dinosaurier können sich befreien und flüchten in die Berge. Dort drohen sie nun, eine in den Bergen gelegene Kleinstadt zu terrorisieren.
Daher schickt General Greer seiner Untergebenen Colonel Ramirez Anweisungen übers Telefon, dass sie und ihr kleines Spezialteam die Dinosaurier lebendig einfangen sollen. Dabei ist zu beachten, dass der Einsatz unter vollster Geheimhaltung bleiben muss, da die Regierung selbst die Schuld an dieser Katastrophe trägt. Schon bald kommt es zum ersten Feindkontakt und es stellt sich heraus, dass die zwei Allosaurier gegen normale Schusswaffen tatsächlich von Natur aus gut geschützt sind.

## Hintergrund
Der Film ist ein Mockbuster zum im selben Jahr erschienenen Jurassic World: Ein neues Zeitalter. Er hat eine ähnliche Story wie der bereits 2021 erschienene Triassic Hunt. Die Dreharbeiten fanden in Kalifornien statt.
In den USA erschien der Film am 1. Juli 2022. In Deutschland startete er ab dem 16. September 2022 in den Videoverleih.

## Rezeption
„In einer der Hauptrollen brilliert niemand Geringeres als Kult-Schauspieler Eric Roberts, Bruder von Notting Hill- und Pretty Woman-Star Julia Roberts, der sich bei Asylum nach etlichen gemeinsamen Produktionen mittlerweile fast schon wie zu Hause fühlen dürfte.“

Actionfreunde kritisiert, dass die Handlung zu sehr an die aus Triassic Hunt erinnere. Die CGI-Effekte hätten sich im Vergleich zu diesem sogar verschlechtert und sähen „vor allem von Nahem unfassbar künstlich aus und bewegen sich sehr hakelig“. Die Tiere seien im kompletten Film nicht einmal fünf Minuten zu sehen. Größtenteils würden die Soldaten planlos durch die Landschaft oder in Gebäudekomplexen umherirren. Insgesamt vergibt die Seite eine negative Wertung von 0 von 10 Punkten.
Auf Rotten Tomatoes hat der Film aufgrund zu geringer Zuschauerwertungen keine Bewertung erhalten. In der Internet Movie Database erreicht der Film 2,6 von 10 Sternen bei über knapp 180 Bewertungen (Stand: 15. Dezember 2022).